# قطعنامه ۶۴۳ شورای امنیت
قطعنامه ۶۴۳ شورای امنیت سازمان ملل متحد که در تاریخ ۳۱ اکتبر ۱۹۸۹ تصویب شد، سندی بین‌المللی دربارهٔ نامیبیا است. این قطعنامه طی نشست ۲۸۸۶ام با ۱۵ رای موافق، ۰ مخالف و ۰ ممتنع تصویب شد.